# Ingenried

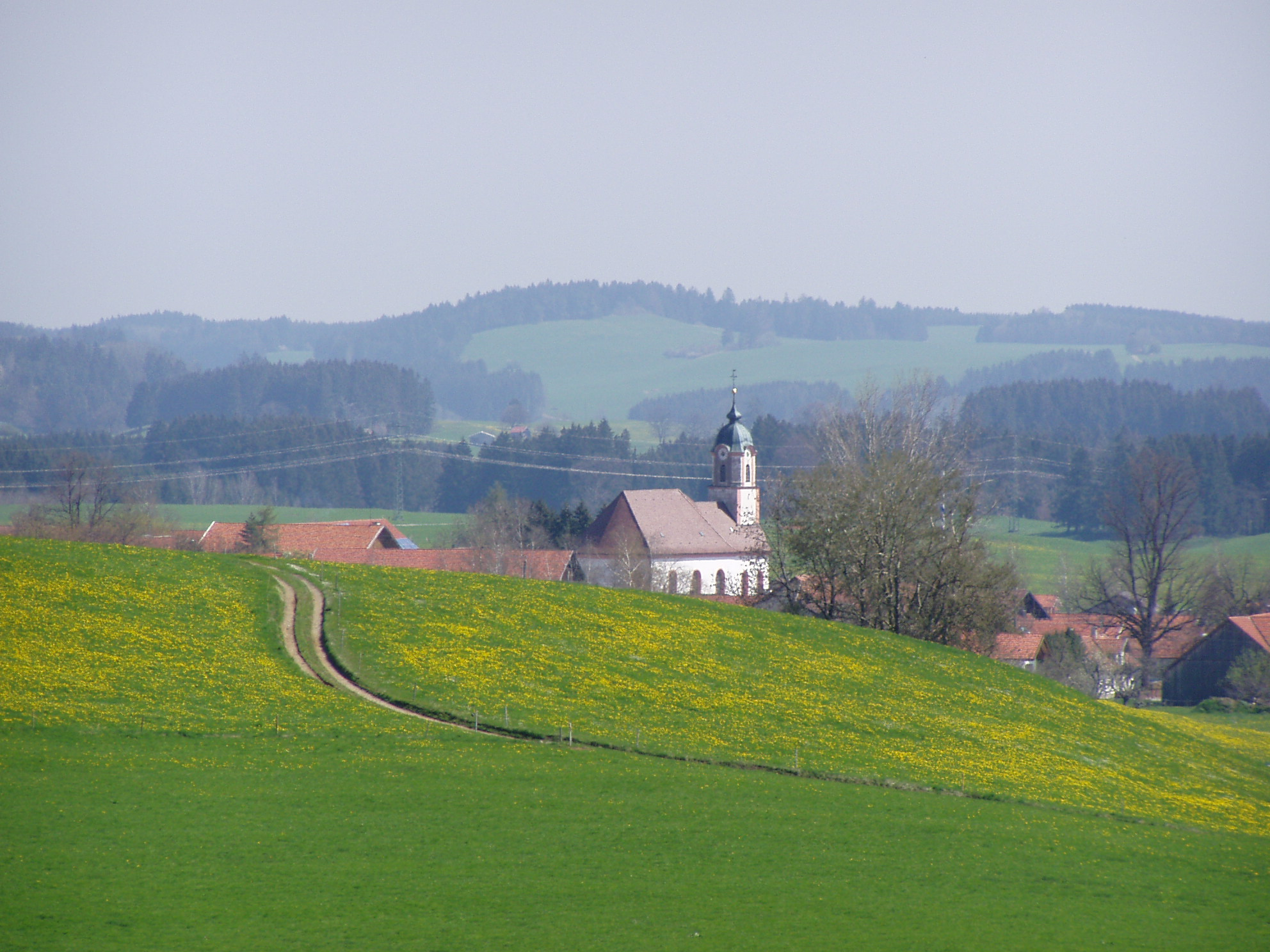
Ingenried zur Löwenzahnblüte

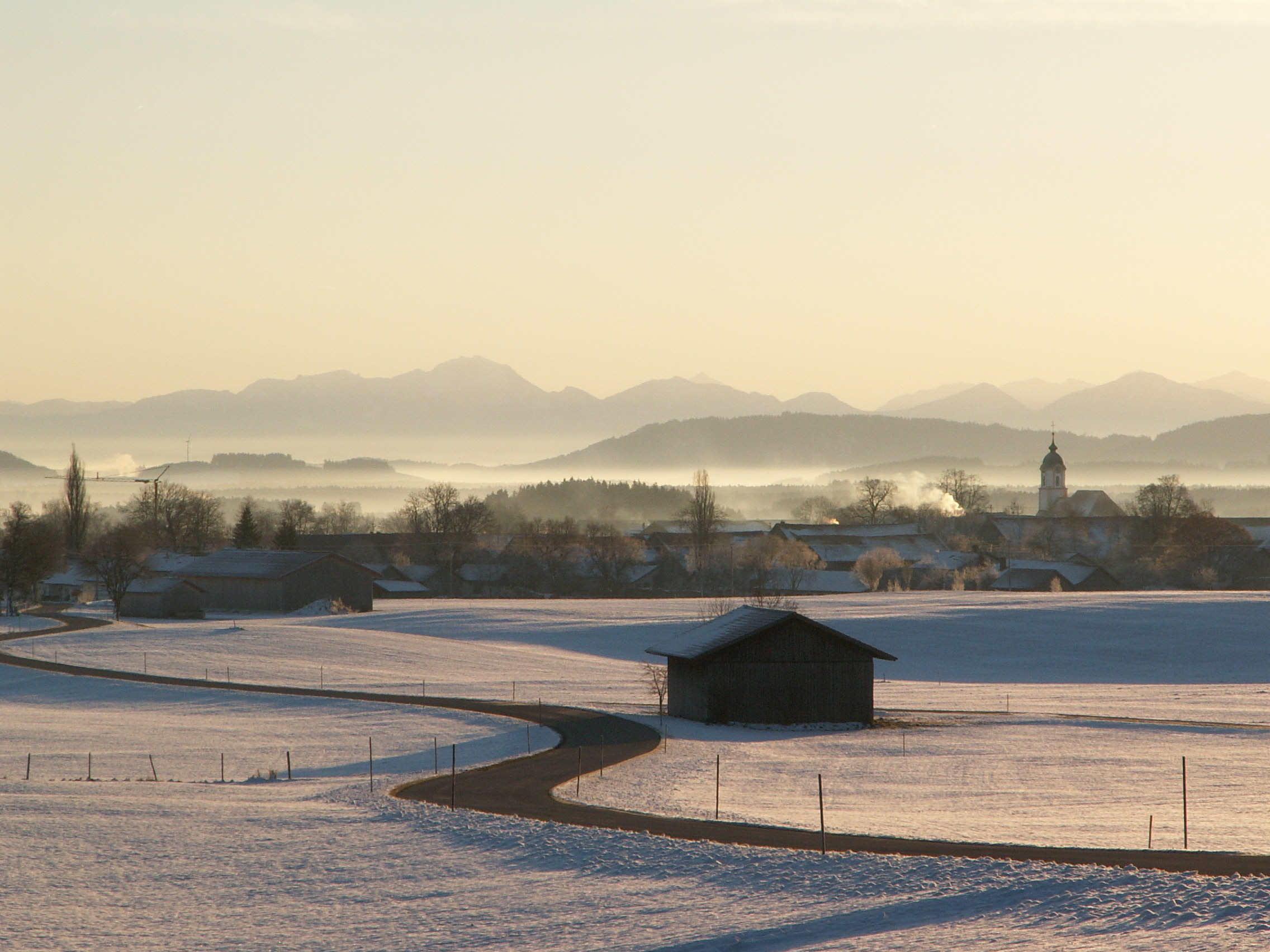
Ingenried an einem Wintermorgen

Ingenried ist eine Gemeinde im oberbayerischen Landkreis Weilheim-Schongau.

## Geografie
Ingenried liegt in der Region Oberland am Westrand des Pfaffenwinkels auf rund 800 m Höhe.
Die Gemeinde hat fünf Gemeindeteile (in Klammern ist der Siedlungstyp angegeben):
- Erbenschwang (Kirchdorf)
- Hofmahdmühle (Weiler)
- Huttenried (Dorf)
- Ingenried (Pfarrdorf)
- Krottenhill (Dorf)

Die fünf Orte bilden zugleich die fünf Gemarkungen, die es auf dem Gemeindegebiet gibt.

## Geschichte

### Bis zur Gemeindegründung
Die Welfen schenkten ihren Besitz in Ingenried 1147 an das neu gegründete Kloster Steingaden, dem der Augsburger Bischof Konrad von Hirscheck 1156 auch die Kirche überließ.
Der ehemalige Gerichtsort des Klosters Steingaden kam durch Tausch 1785 mit der Hochgerichtsbarkeit an das Hochstift Augsburg. Es gehörte damit zum Hochstift Augsburg bzw. St. Mang Füssen. Seit dem Reichsdeputationshauptschluss von 1803 gehört der Ort zu Bayern. Im Zuge der Verwaltungsreformen in Bayern entstand mit dem Gemeindeedikt von 1818 die heutige Gemeinde.

### Verwaltungszugehörigkeit
Im Zuge der Gebietsreform in Bayern wurde Ingenried am 1. Juli 1972 dem Regierungsbezirk Oberbayern zugeordnet. Bis dahin gehörte es zum Landkreis Marktoberdorf im Regierungsbezirk Schwaben.

### Einwohnerentwicklung
| Stand     | 1961 | 1970 | 1987 | 1991 | 1995 | 2000 | 2005 | 2010 | 2015 | 2020 |
| --------- | ---- | ---- | ---- | ---- | ---- | ---- | ---- | ---- | ---- | ---- |
| Einwohner | 0688 | 0648 | 0687 | 0737 | 0785 | 0822 | 0870 | 0910 | 1019 | 1083 |

Von 1988 bis 2008 wuchs Ingenried um 193 Einwohner bzw. ca. 28 %. Zwischen 1988 und 2018 wuchs die Gemeinde von 699 auf 1076 um 377 Einwohner bzw. um 53,9 %.

## Politik und Öffentliche Verwaltung
Die Gemeinde ist Mitglied der Verwaltungsgemeinschaft Altenstadt.

### Bürgermeister
Erster Bürgermeister ist Georg Saur (Freie Wählervereinigung/Bürgerliche Wählergemeinschaft Ingenried).

### Gemeinderat
Der Gemeinderat von Ingenried setzt sich aus 12 Mitgliedern zusammen, die alle sechs Jahre bei den Kommunalwahlen neu gewählt werden.
Bei der letzten Gemeinderatswahl 2020 fielen bei einem Stimmenanteil von 99,5 Prozent alle 12 Sitze an die Freie Wählervereinigung/Bürgerliche Wählergemeinschaft Ingenried. Die übrigens 0,5 Prozent fielen an einen Einzelbewerber, der damit keinen Sitz erhielt.

### Wappen
| Wappen von Ingenried | Blasonierung: „Gespalten von Silber und Rot; vorne ein senkrecht gestellter blauer Rost, hinten ein silberner Greifenlöwe.“ |
| Wappen von Ingenried | Wappenbegründung: Der Rost im vorderen Feld des Wappens ist das Attribut des heiligen Laurentius, des Reichsheiligen der Karolinger. Der Rost erinnert damit an die frühe Rodungs- und Siedlungstätigkeit zur Zeit der Karolinger (Sachsensiedlung). Der heilige Laurentius wird auch mit der im Jahr 955 auf dem Lechfeld geschlagenen Schlacht gegen die Ungarn in Verbindung gebracht, die sich bis in die Gegend von Ingenried auswirkte. Der heilige Laurentius gilt deshalb auch als Schutzpatron der Gemeinde gegen alle äußeren Gefahren. Der Löwe mit dem Greifenkopf erinnert an die über 600-jährige enge historische Verbindung zum Prämonstratenserkloster Steingaden. Die Rodungssiedlung Ingenried wurde schon 1156 von Papst Hadrian IV. als Klosterbesitz bestätigt. Die Anwesen unterstanden bis zum Übergang an das Kloster St. Mang in Füssen im Jahr 1785 der Steingadener Grundherrschaft. Der Greifenlöwe wurde 1441 in das Abteiwappen aufgenommen und gilt als ältestes Wappenbild der Welfen, die 1147 das Kloster Steingaden stifteten. Dieses Wappen wird seit 1977 geführt. |

### Auerbergland
Ingenried ist Mitgliedsgemeinde der die Grenzen der Regierungsbezirke Schwaben und Oberbayern überschreitenden interkommunalen Zusammenschlusses Auerbergland.

## Sehenswürdigkeiten
Ein bedeutendes Kulturdenkmal ist die katholische Pfarrkirche St. Georg in Ingenried.

## Wirtschaft und Infrastruktur

### Wirtschaft einschließlich Land- und Forstwirtschaft
Im Jahr 2021 gab es nach der amtlichen Statistik in der Land- und Forstwirtschaft vier und im produzierenden Gewerbe 106 sozialversicherungspflichtig Beschäftigte am Arbeitsort. In sonstigen Wirtschaftsbereichen waren am Arbeitsort 32 Personen sozialversicherungspflichtig beschäftigt. Sozialversicherungspflichtig Beschäftigte am Wohnort gab es 441. Im verarbeitenden Gewerbe gab es keine, im Bauhauptgewerbe zwei Betriebe. Zudem bestanden im Jahr 2020 35 landwirtschaftliche Betriebe mit einer landwirtschaftlich genutzten Fläche von 1036 ha, davon waren 76 ha Ackerfläche und 961 ha Dauergrünfläche.

### Bildung
Es gibt folgende Einrichtungen (Stand: 2022):
- 1 Kindergarten: 84 Kindergartenplätze mit 64 Kindern

## Söhne und Töchter des Ortes
- Martin Boos (1762–1825), Priester, geboren im Ortsteil Huttenried